# Гранулоцити
Гранулоци́ти — клітини крові з фракції лейкоцитів, характерною мікроскопічною ознакою яких є наявність кольорових гранул.
Розрізняють три види гранулоцитів:
1. Еозинофіли — зафарбовуються кислим барвником еозином — беруть у часть у ліквідації алергічних реакцій. Еозинофілія характерна для алергічних реакцій та гельмінтозів.
2. Нейтрофіли — зафарбовуються як кислими, так і основними барвниками — провідна ланка фагоцитозу, гранули містять протеолітичні ферменти.
3. Базофіли — зафарбовуються основним барвником — беруть участь у алергічній реакції, викидаючи медіатори алергії (ними є біологічні сполуки — гістамін, брадикінін, повільнореагуюча субстанція анафілаксії та ін.)